# Comitato di Csík
Il comitato di Csík (in ungherese Csík vármegye; in rumeno Comitatul Ciuc; in tedesco Komitat Csík o -raramente- Tschick; in latino comitatus Csikiensis) è stato un comitato del Regno d'Ungheria, situato nell'attuale Romania centrale, in Transilvania. Capoluogo del comitato era Csíkszereda, oggi nota col nome romeno di Miercurea Ciuc.
Il comitato, situato lungo la catena dei Carpazi, confinava con il regno di Romania e con gli altri comitati di Beszterce-Naszód, Maros-Torda, Udvarhely e Háromszék.

## Storia
Il comitato venne formato nel 1876 unendo tre territori abitati dalla popolazione magiara degli Székely (Csíkszék, Gyergyószék e Kászonszék) e rimase ungherese finché il Trattato del Trianon (1920) non lo assegnò alla Romania. Rioccupato dall'Ungheria nel 1940 in seguito al Secondo Arbitrato di Vienna, dopo la seconda guerra mondiale venne restituito alla Romania.
Il territorio del comitato di Csík si trova oggi nella distretto romeno di Harghita, eccetto una piccola parte a nordest che fa invece parte del distretto di Neamț. Ancora oggi il 90% degli abitanti della regione è ungherese.